# Montenegro ai XXI Giochi olimpici invernali
Il Montenegro ha partecipato ai XXI Giochi olimpici invernali di Vancouver, che si sono svolti dal 12 al 28 febbraio 2010, con un solo atleta. È stata la prima competizione di questo Stato come nazione indipendente ad un'olimpiade invernale.

## Sci alpino
| Gara    | Atleta      | 1° manche | 2° manche | Tempo totale | Posizione |
| ------- | ----------- | --------- | --------- | ------------ | --------- |
| Slalom  | Bojan Kosić | 56"15     | 59"17     | 1'55"32      | 40        |
| Gigante | Bojan Kosić | 1'27"74   | 1'30"29   | 2'58"03      | 61        |